# 列日区 (俄罗斯)
列日区（羅馬化：Rezhevskiy rayon）是俄罗斯斯维尔德洛夫斯克州的一个区，行政中心为列日，面积1,949.37平方（752.66平方英里）。该区2021年人口有46,682人；2010年人口48,435；2002年人口10,656；1989年人口11,428。